# Георгиевская церковь (Орёл)
Георгиевская (Сретенская) церковь — православный храм в Орле, существовавший на Болховской улице (ныне улице Ленина) с момента основания города до 1946 года. После войны на месте церкви построен современный кинотеатр «Победа»

## Древняя деревянная церковь XVI—XVIII вв
Деревянная Георгиевская церковь существовала с момента основания города Орла. Из данных Орловского архива можно получить историческую справку об истории древнего храма: «Со времени основания города Орла в царствование Иоанна Васильевича Грозного находилась церковь во имя Святого Великомученика Георгия Победоносца, наделенная по царскому указу пашенной землей, лесом и сенными покосами, находящимися на левом берегу реки Орлика с выдачею плана и межевой книги на имя священнослужителей Георгиевской церкви. Подобно всех прочих Орловских церквей тогдашнего времени Кирилло-Афанасьевской, Рождество-Богородицкой и других древняя Георгиевская
церковь была деревянная (дубовая, наподобие обыкновенной избы с приподнятою крышею) без особого алтаря, для которого отделялась только часть здания с восточной стороны». Местность, где располагался храм, называлась Егорьевской горой (современные Георгиевский переулок и улица Ленина). Когда после опустошения Орла литовцами город был разрушен, были разрушены и все деревянные храмы. В 1636 году был восстановлен Орловский кремль, а население Егорьевского прихода подало челобитную «о восстановлении церкви Георгия Христово Мученика, находившейся за рекой Орлом в Большом Остроге, где ныне поставлены надолбы…»

## Каменный храм XVIII—XX вв

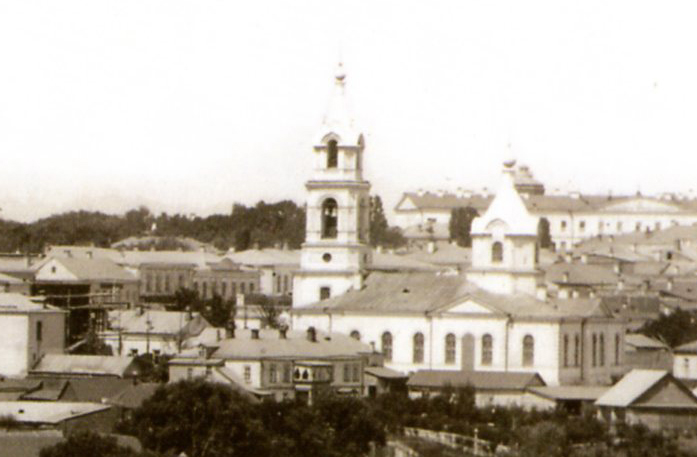
Георгиевская церковь в 1900-х

В XVIII веке Егорьевская гора переименовывается в улицу Болховскую, а в 1726—1732 годах при помощи секретаря Орловской провинции Дмитрия Леонтьева-Оловенникова строится каменная Сретенская церковь с приделом во имя великомученика Святого Георгия. За оградой храма покровителя воинов находилось старейшее воинское кладбище Орла. Здесь были упокоены герои Орловщины, павшие в войнах.
К концу XIX века из-за домов и магазинов на центральной Болховской улице Георгиевская (Сретенская) церковь не стала видна. В 1888 губернским архитектором И. К. Кржевским подготавливается проект перестройки и расширения храма со строительством новой колокольни. Уже в этом же году под руководством старосты церкви купца И. Л. Левакова расширяется правый придел во имя иконы Божьей Матери Иверской, впервые освященный в 1835 году. В 1889 закончена новая колокольня с боковыми пристройками и расширены приделы храма. Колокольня храма стала видна из любой точки губернского города. К 1891 обновленная Георгиевская церковь была освящена. Фотографии Болховской улицы и панорамы города запечатлевали силуэт Георгиевской церкви, удачно вписывающейся в архитектуру Орла. В 1903 году в состав прихода церкви входили следующие деревни: Булгаковка, Медвежье, Кишкинка, Некрасовка, Подмонастырская слобода. В самом Орле — Болховская улица, дома по Садовой, Георгиевской, Введенской улице, Новой Солдатской слободе, Подострожной слободе.

## Советское время

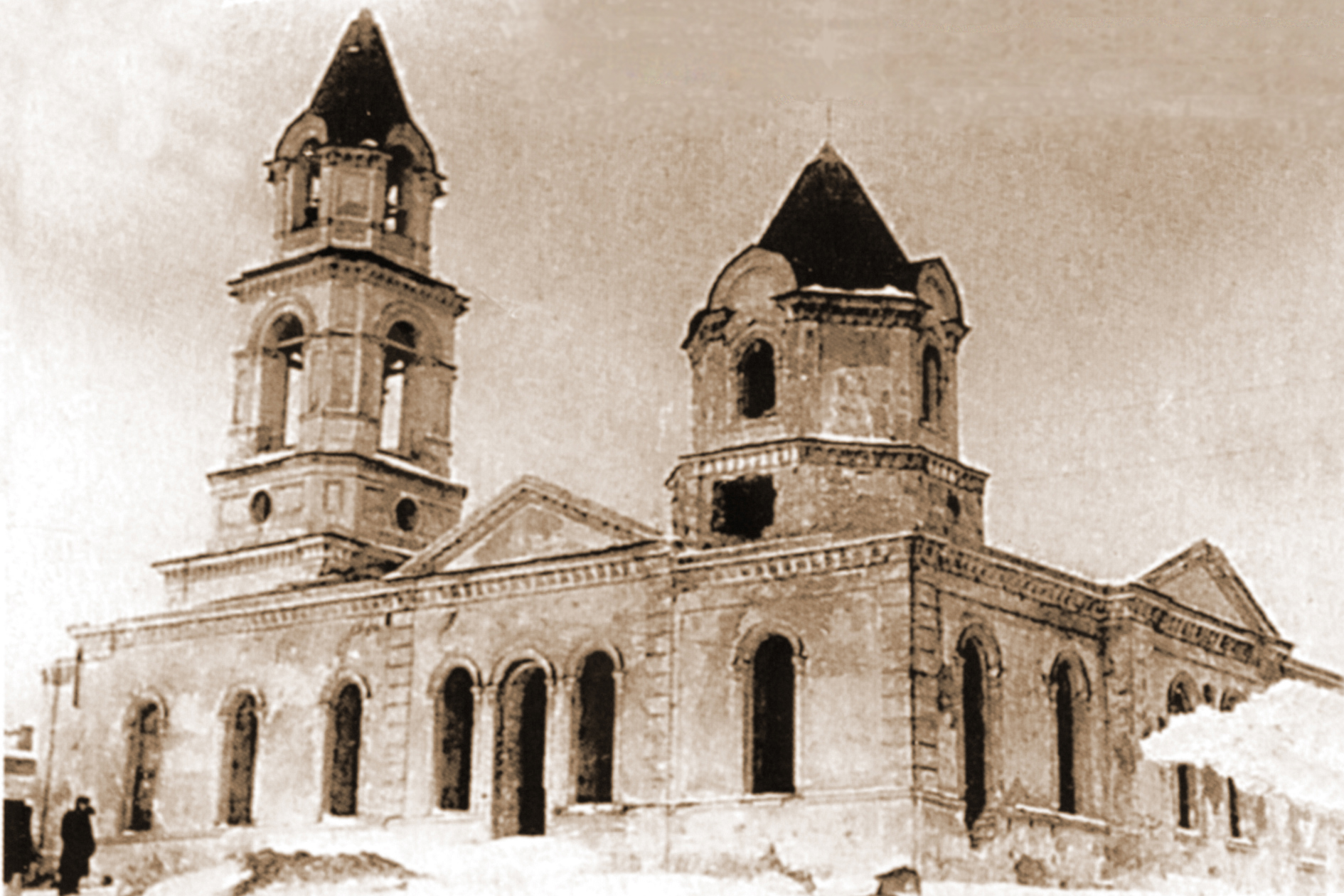
Георгиевская церковь после освобождения Орла в 1943 году

Волна осквернения и закрытий храмов, прокатившаяся после 1917 года, какое-то время обходила Георгиевский храм Орла стороной. По официальным данным Георгиевская церковь была закрыта в 1930 году, однако по воспоминаниям старожилов города, храм открывался и позже этой даты. Перед войной здание использовалось под склад. С началом немецкой оккупации города Георгиевская церковь находилась в запустении. В результате бомбёжек города перед его освобождением и уличных боёв в августе 1943 года здание сильно пострадало. В феврале 1946 года была организована комиссия по оценке состояния здания Георгиевской церкви. В её акте значится следующее: "Комиссия в составе Гл. городского архитектора Антипова, главного управляющего жилым хозяйством т. Верхошанского, секретаря исполкома Орловского Горсовета депутатов трудящихся Романовой составили акт на предмет определения технического состояния бывшей Георгиевской церкви на ул. им. Ленина. «Кирпичные стены и своды имеют трещины, от здания… сохранились стены и своды…, полов, оконных и дверных устройств, а также специального оборудования не сохранилось подлежит разборке с использованием кирпича для нужд городского строительства». Акт был приложен к ходатайству Облсовета от 14 февраля 1946 года о разрушении к Горсовету города Орла о разборке здания церкви на кирпич в связи с планировкой на её месте кинотеатра «Победа».

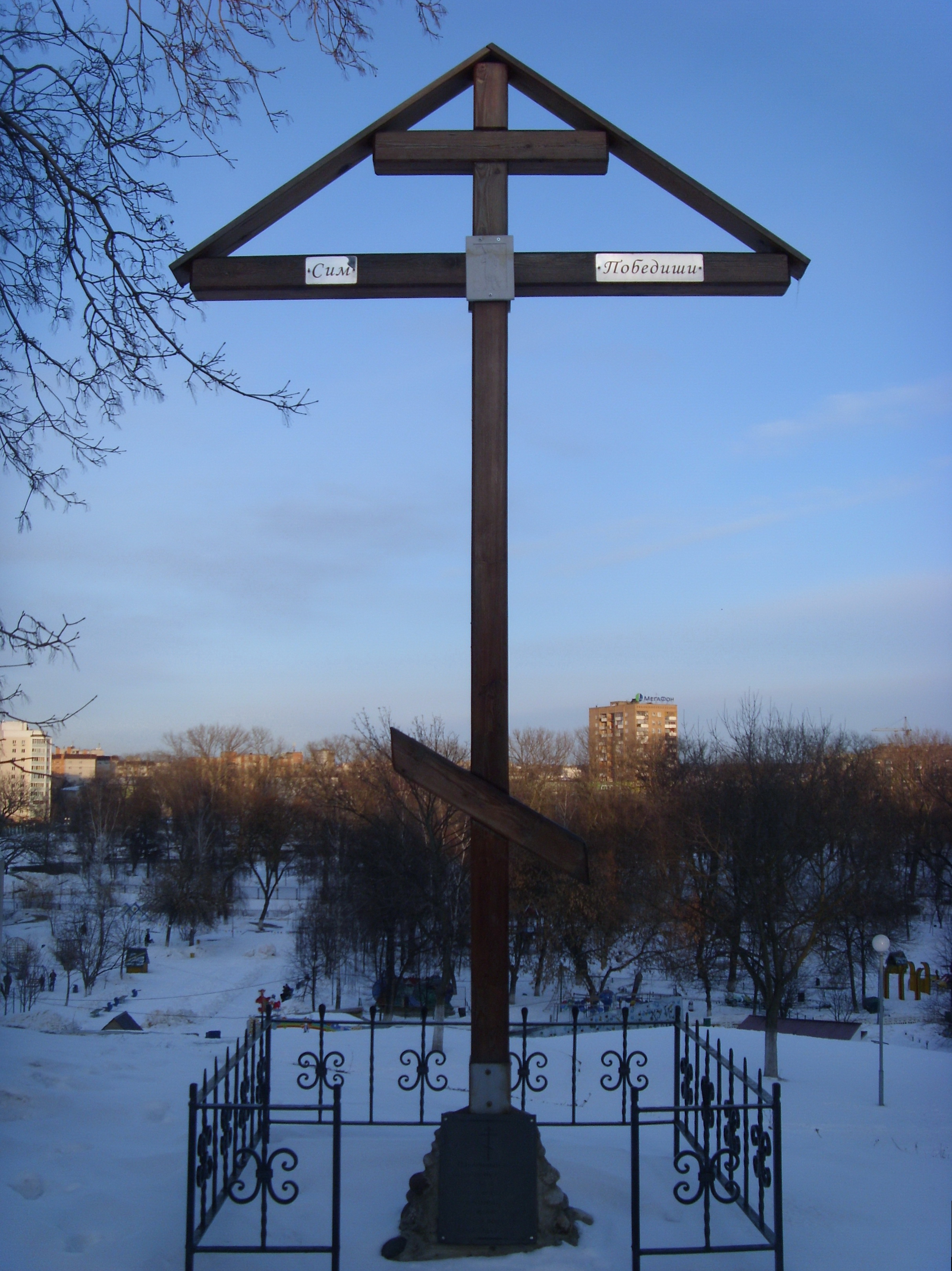
Поклонный крест на Егорьевской горе на месте древнего воинского погоста

## Настоящее время

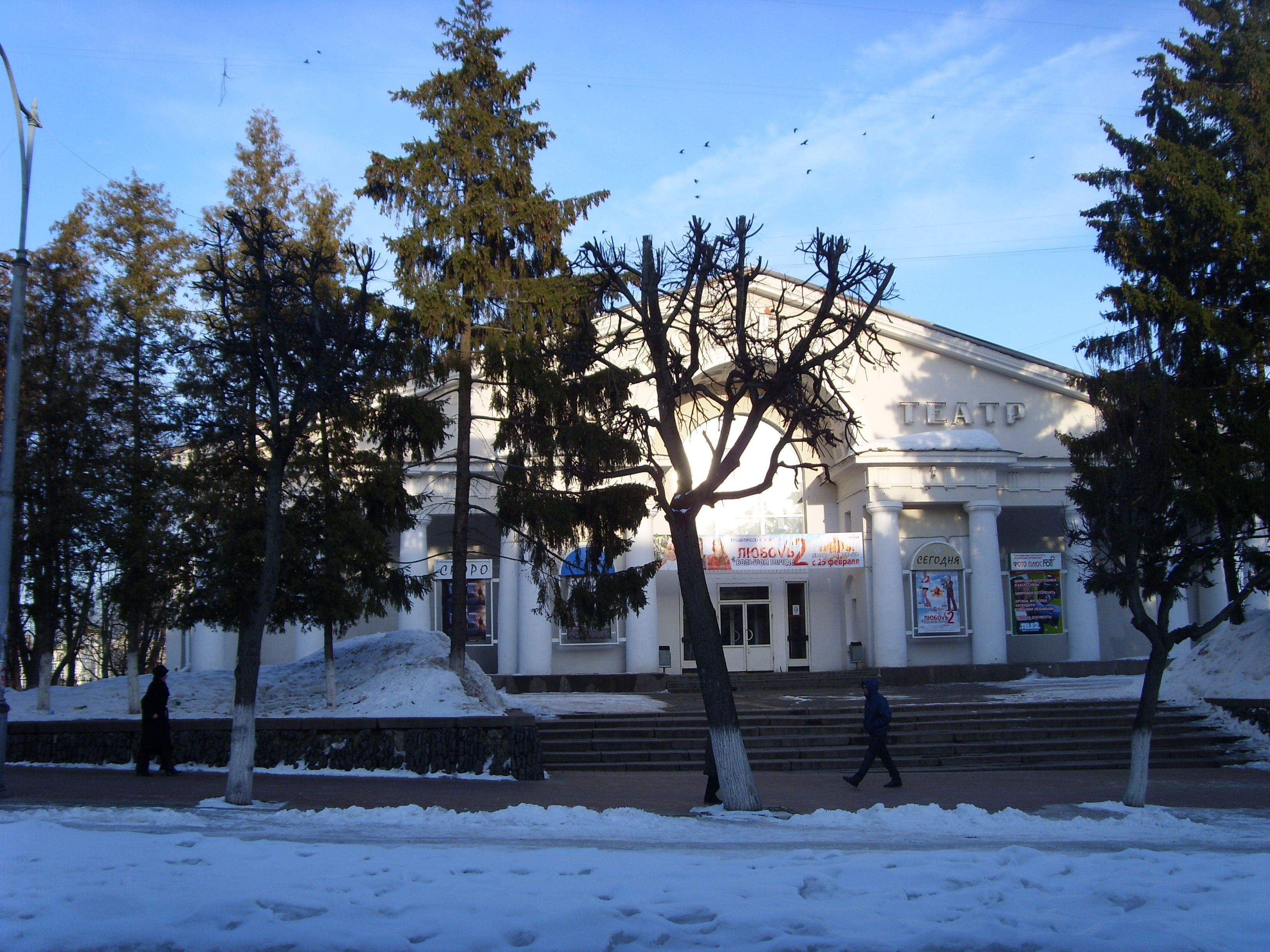
Здание кинотеатра Победа. Вид с улицы Ленина. 2010 г.

С 1990-х годов ведется жаркая дискуссия о статусе здания кинотеатра «Победа» по улице Ленина, 22. По закону, принадлежавшее церкви здание может быть возвращено епархии, однако половина краеведов спорит с другой половиной и старожилами города (в том числе родственниками архитектора храма), была ли Георгиевская церковь снесена до основания. Тем временем в середине 2000-х годов православное молодёжное братство святого Георгия Победоносца на месте воинского погоста поставило памятный крест и вместе с Орловско-Ливенской Епархией призывает к восстановлению Георгиевской церкви на прежнем месте. С 2003 года в Орле ежегодно 6 мая в день памяти святого великомученика Георгия Победоносца совершается крестный ход от Собора Михаила Архангела до входа в кинотеатр «Победа».

### Смена собственника кинотеатра
В июле 2019 года стало известно, что здание кинотеатра, владельцем которого является признанная банкротом компания ОАО «Орелкиносервис» выставлено на торги, и участников торгов через свою фирму «Орелагроюг» является орловский бизнесмен Сергей Бутов. Согласно данным орловского издания «Орловские новости» бизнесмен является верующим человеком и планирует возродить Георгиевский храм.
12 июля 2019 года состоялись торги и здание кинотеатра «Победа» было продано на аукционе за 45 млн рублей компании Сергея Бутова.